# Brahea decumbens
Brahea decumbens là loài thực vật có hoa thuộc họ Arecaceae. Loài này được Rzed. mô tả khoa học đầu tiên năm 1955.

## Hình ảnh

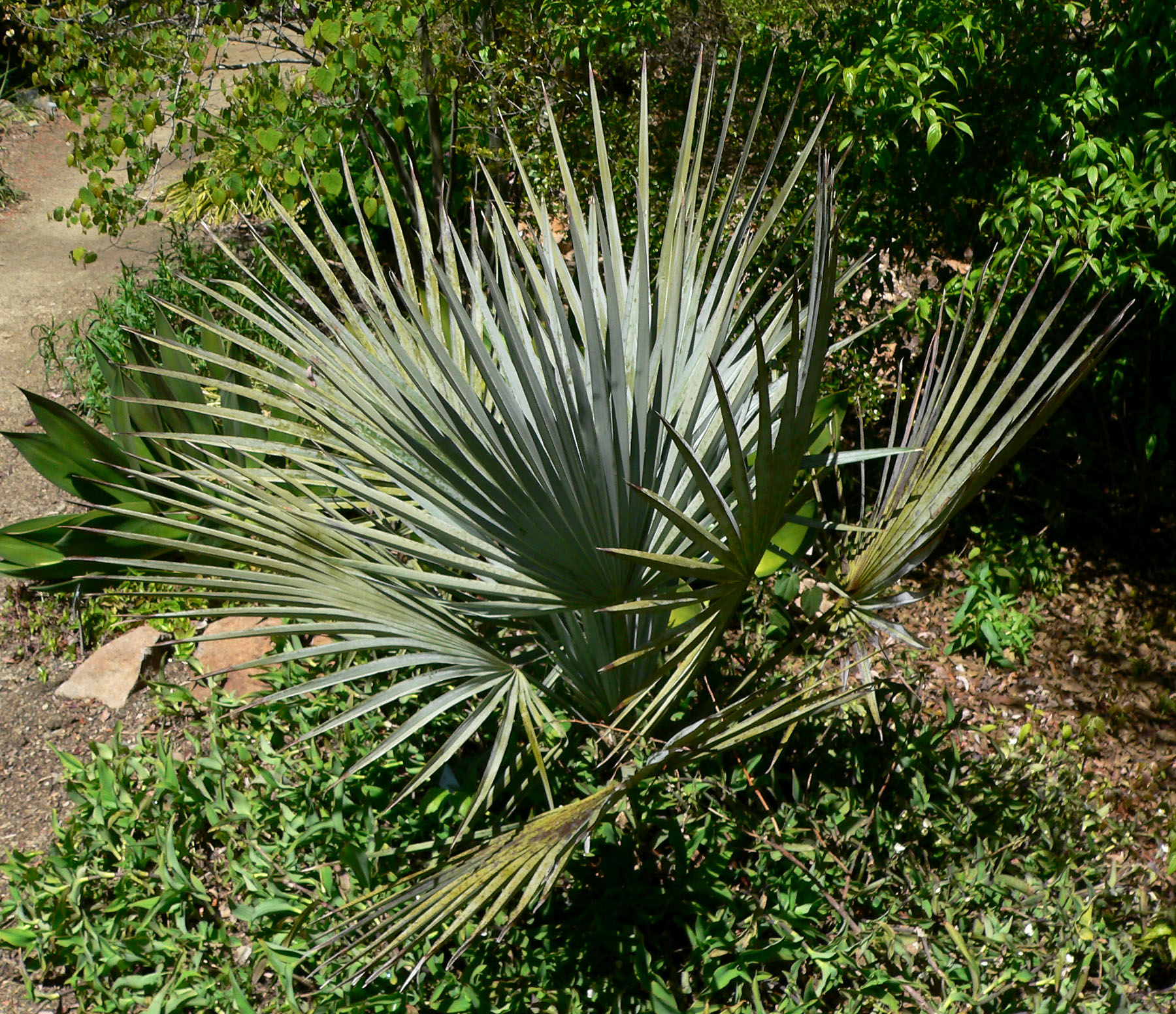
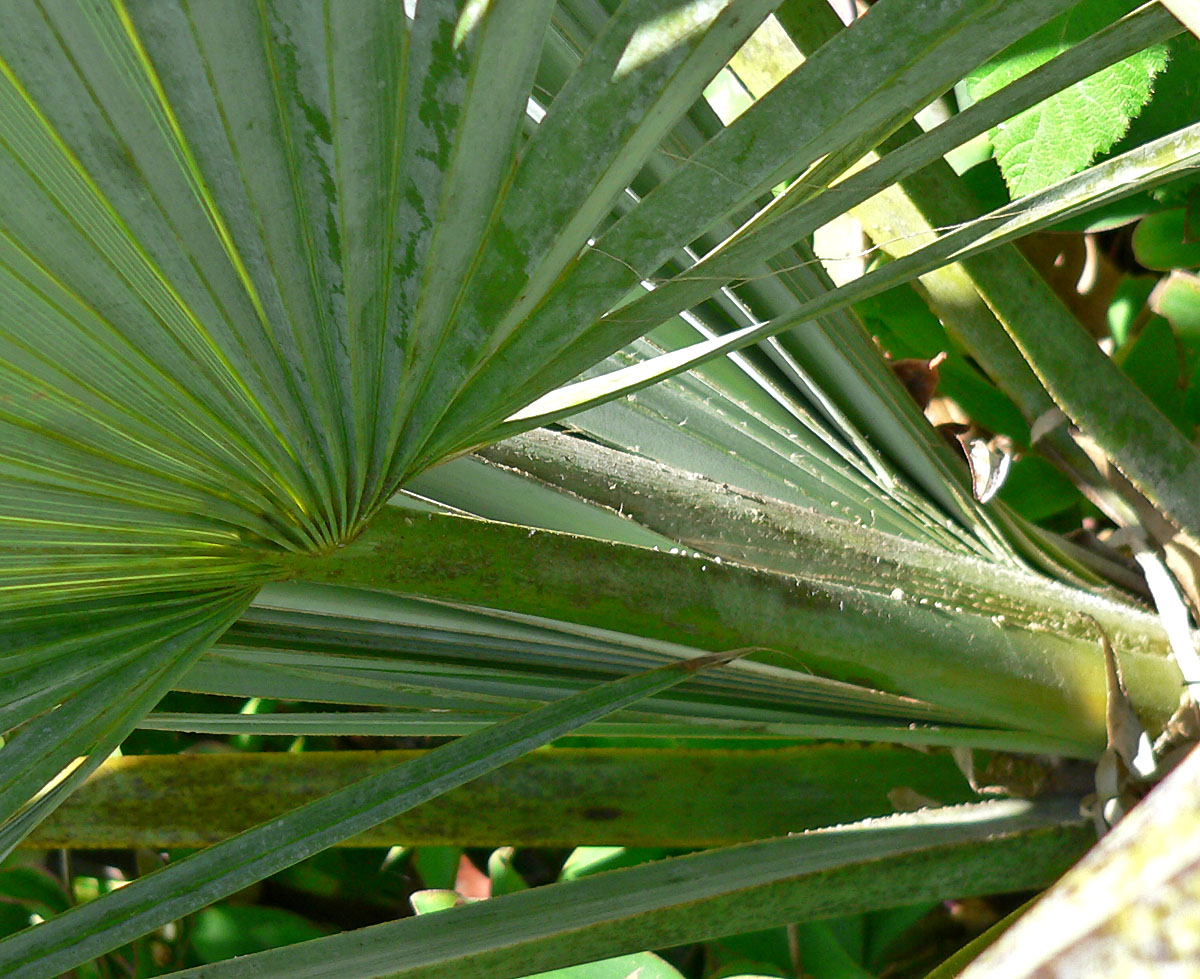